# Волжское (Астраханская область)
Волжское — село в Наримановском районе Астраханской области. Административный центр сельского поселения Волжский сельсовет. Село расположено на правом берегу волжского ерика Садовский. Южный пригород города Нариманов
Население — 3279 человек (2021)

## История
Дата основания не установлена. Изначально место, на котором расположено современное село Волжское, было главной ставкой калмыцких князей Тюменевых. Первоначально было известно как Тюменевка, также как Тюменевский Сад или Эрге. На картах Европейской части России 1871 года и 1909 года отмечено как Тюменя Сад.
Согласно Списку населённых мест Астраханской губернии в 1859 году в поселении Тюменевка имелось 8 дворов, ламайский хурул, проживало 78 душ мужского и 66 женского пола. Согласно сведениям, содержащимся в Памятной книжке  Астраханской губернии на 1914 год в селе Тюменевка Тюменевского аймака Александровского улуса имелось 100 дворов, проживало 120 душ мужского и 115 женского пола.
По сведениям информации, размещённой на официальном сайте Волжского сельсовета Наримановского района Астраханской области, село носило название Серебджацкое по имени князя. После Октябрьской революции князь Тюмень выехал за границу, село было переименовано в Джакуевка в память о погибшем революционере Джакуле Басанджиеве.
В период коллективизации на территории села Джакуевка было образовано 2 колхоза: рыболовецкий «Новая жизнь» и сельхозартель «Ельдеевская». Основным населением в села Джакуевка были калмыки, за исключением 20-25 дворов русских.
28 декабря 1943 года калмыки были депортированы, Калмыцкая АССР ликвидирована, Джакуевка, как и другие населённые пункты Приволжского улуса Калмыкии, было передано Астраханской области на основании Указа Президиума ВС СССР от 27.12.1943 года «О ликвидации Калмыцкой АССР и образовании Астраханской области в составе РСФСР». Село вошло в состав Приволжского района Астраханской области. 19 июня 1944 года на основании решения исполкома Приволжского района был образован Волжский поселковый Совет. В июне 1944 года на базе колхоза имени Эльдеева был организован каракулеводческий совхоз «Приволжский», основным направлением которого было растениеводство и животноводство.
В 1951 году село Джакуевка было переименовано в село Волжское. В январе 1955 года рыболовецкий колхоз «Новая жизнь» был присоединён к колхозу «Победа».
Калмыцкое население стало возвращаться после отмены ограничений по передвижению в 1956 году, однако в состав образованной в 1957 году Калмыцкой АО посёлок возвращён не был.
С 1963 года Волжский сельсовет входит в состав Наримановского района.
В 1992 году совхоз «Приволжский» был преобразован в сельскохозяйственный кооператив.
25 мая 1996 года с административным центром селе Волжское было образовано муниципальное образование Волжский сельсовет.

## Физико-географическая характеристика
Село расположено на востоке Наримановского района, в пределах Прикаспийской низменности, являющейся частью Восточно-Европейской равнины, на правом берегу ерика Садовский. Высота - 24 м ниже уровня моря. Рельеф местности равнинный. В 2 км к востоку от села протекает река Волга. В 6 км юго-западнее села находится солончак Абдырь.
Расстояние до столицы Астраханской области города Астрахани (центра города) составляет 41 км, до районного центра города Нариманов - 5,2 км.
Согласно классификации климатов Кёппена-Гейгера тип климата - семиаридный (индекс BSk). Среднегодовая температура воздуха + 9,8 °C, среднегодовая норма осадков - 220 мм.
Часовой пояс
Волжское, как и вся Астраханская область, находится в часовой зоне МСК+1. Смещение применяемого времени относительно UTC составляет +4:00.

## Население
Динамика численности населения
| 1859 | 1914 | 1916 |
| ---- | ---- | ---- |
| 144  | 235  | 240  |

| 2002 | 2010  | 2013  | 2014  | 2021  |
| ---- | ----- | ----- | ----- | ----- |
| 2847 | ↗3133 | ↗3223 | ↗3279 | →3279 |

## Социальная инфраструктура
В селе имеется несколько магазинов, почтовое отделение, библиотека. Медицинское обслуживание жителей обеспечивают Волжская врачебная амбулатория и расположенная в городе Нариманов Наримановская центральная районная больница. Среднее образование жители села получают в средней общеобразовательной школе села Волжское, дошкольное - в детском саду.
Село электрифицировано и газифицировано, присутствует система централизованного водоснабжения, однако система централизованного водоотведения отсутствует.

## Экономика
Основная отрасль экономики — сельское хозяйство. Крупнейшее сельскохозяйственное предприятие — Каракулеводческий племенной завод-кооператив «Приволжский». Действуют предприятия розночной торговли и общественного питания.

## Мавзолей «Волжский»
В мавзолее «Волжский» XIV века обнаружены два погребения эпохи Золотой Орды, которые совершены по мусульманскому обряду. Погребена была знатная женщина, скорее всего, пожилая, она и являлась тем человеком, над местом захоронения которого был воздвигнут мавзолей. Рядом с ней чуть позже был похоронен мужчина.

## Известные уроженцы
- Байдыев, Санджи-Ара Лиджиевич (1911—1993) — калмыцкий поэт и писатель
- Симеонова, Елена Ивановна - мэр Астрахани с 18 февраля по 5 октября 2015 года
- Столяров, Михаил Николаевич (1953) - мэр Астрахани с 16 марта 2012 года по 22 ноября 2013 года